# Concholepas
Genre
Synonymes
- Conchopatella Herrmannsen, 1847
- Conchulus Rafinesque, 1815

Concholepas est un genre de mollusques gastéropodes prédateurs, de la famille des Muricidae.

## Liste des espèces
Selon BioLib (10 mai 2016) :
- Concholepas antiquata Tate, 1894 †
- Concholepas concholepas Bruguière, 1792
- Concholepas kieneri Hupé, L.-H., 1854 †
- Concholepas nodosa Möricke, 1896 †
- Concholepas pehuensis Marwick, J., 1926 †